# Strada regionale 409
La strada 409 Capodistria-Postumia-Lubiana (in sloveno Cesta 409 Koper-Postojna-Ljubljana) è una delle più importanti strade slovene. Essa è presente nel secondo ordine delle strade regionali della Slovenia (Pregled regionalnih cest II. reda.), per tanto ciò, risulta classificata come strada regionale.
È stata utilizzata al posto dell'autostrada A1 sino al suo completamento, avvenuto nel 2004 con il varo del viadotto di Črni Kal.

## Percorso
La strada nasce in località Valmarin, a cavallo tra di Albaro Vescovà (Škofije) e Decani distaccandosi dalla superstrada H5. Prosegue verso nord in costante salita passando parallelamente il fiume Risano sino all'incrocio con la strada regionale 208. Continua la salita verso San Sergio, Petrignana, San Pietro di Madrasso ed entra a Cosina evitando il centro grazie alla costruzione del ponte sulla strada 7.
Prosegue nuovamente verso nord toccando Divaccia, Senosecchia e Prevallo. Tocca successivamente Postumia e Planina, ove fu il vecchio confine tra Italia e Jugoslavia.
Si innesta dopo un paio di chilometri sull'incrocio dove inizia la tratta in comune con la strada 102 sino allo svincolo Longatico nella quale ha inizio la strada 102 per Idria, Tolmino e Caporetto.
Si estende nuovamente verso nord-ovest passando nelle località a sud di Lubiana, ossia Nauporto e Brezovica, per terminare nella periferia sud-est della capitale slovena all'incrocio con uno svincolo della tangenziale di Lubiana.